# 初雁號列車
初雁（日语： Hatsukari */?）號列車是由日本國有鐵道（國鐵）運行於上野站至青森站之間的特急列車。途經常磐線和東北本線。
在東北新幹線啟用後，運行區間縮短至盛岡站以北。後來隨著國鐵分割民營化後由東日本旅客鐵道（JR東日本）等公司繼承。隨著海峽線開通後，「初雁」會途經津輕線、海峽線、江差線和函館本線（津輕海峽線）而駛入函館站。

## 概要
特別急行列車「初雁」是在1958年（昭和33年）10月1日（33·10）的時間表修正中登場。當時為首架特急列車行走東京以北區間，成為了東京至北東北或北海道之間的其中一個主要列車。當時列車行走於上野站至青森站之間。
當初列車途經常磐線。機車方面使用C61形或C62形蒸氣機車，客車使用43系等。在1960年（昭和35年）起，列車改用KiHa81系（後來變為KiHa80系）柴油列車。在1968年（昭和43年）9月，東北本線全線電氣化，同時上野站至仙台站之間雙線化，使用車輛改用583系電動列車。在同年10年的時間表修正（4·3·10）中，列車改經東北本線。後來在1982年（昭和57年），隨著東北新幹線大宮站至盛岡站之間開通，使行走區間縮短至盛岡站至青森站之間。在2002年（平成14年）12月1日，東北新幹線延伸至八戶，該列車被廢除，由特急「白鳥」、「超級白鳥」和「津輕」繼承。
「初雁」這名稱取自秋天飛到東北地方的雁群。在列車廢除後，這個列車愛稱仍然大受歡迎，於東北新幹線延伸至八戶時公開招募新列車名稱，以及延伸至新青森時，公開招募新型車輛的名稱，這兩次招募中均有出現「初雁」這個名字，而兩次都獲得最多人投選（但是最後前者選擇了「疾風」，後者選擇了「隼」）。

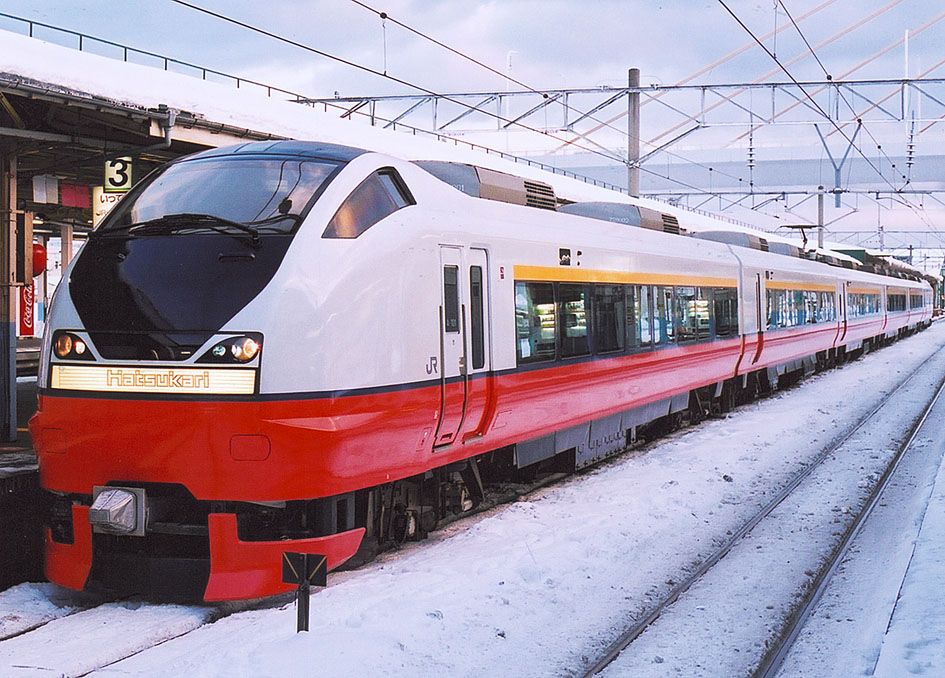
E751系電動列車「超級初雁」（青森站）

## 誕生至廢除前的運行概況
在1988年（昭和63年）3月13日起，部分「初雁」班次開始駛入青森站至函館站之間區間。盛岡站至青森站之間的班次中，共有下行5班，上行6班。盛岡站至函館站之間的班次中，共有下行3班，上行4班。青森站單向前往函館的班次中，共有下行1班。「超級初雁」盛岡站至青森站之間共有5個往返班次。另外，「超級初雁」的使用車輛（E751系）因設備問題而不能夠駛入青函隧道，因此不會駛入函館站。在1993年（平成5年）3月18日時間表修正前，每日設有上下行各一班列車停靠好摩站、沼宮內站（現時：IGR岩手銀河鐵道岩手沼宮內站）、劍吉站、陸奧市川站、下田站、上北町站和乙供站。在2000年（平成12年）3月11日時間表修正前，所有列車會停靠八戶站、三澤站、二戶站和野邊地站，在修正後會有班次通過二戶站和野邊地站。當初駛入函館站的所有班次中，只有部分列車停靠五稜郭站，後來所有列車均停靠該站。

### 停車站
此節將會記述由開始運行至東北新幹線開通前的停車站變遷。另外，在途經常磐線的時代，「初雁」在千葉縣內不停站。在改經東北本線後，「初雁」在埼玉縣和栃木縣設有停車站。
圖例
（ ）　… 部分列車停靠。
レ …　由機車牽引客車行走
D  …　使用柴油列車行走
M  … 使用電動列車行走
1958年（昭和33年）10月1日時間表修正起（開始運輸時，同月10日）
1レ前往青森、2レ前往上野　使用車輛：44系客車等
上野站 - 水戶站 - 平站（現時：磐城站） - 仙台站 - 一之關站 - 盛岡站 - 尻內駅（現時：八戶站） - 青森站
1960年（昭和35年）12月10日時間表修正
1D前往青森、2D前往上野　使用車輛：81系（後來為80系）柴油列車
上野站 - 水戶站 - 平站（現時：磐城站） - 仙台站 - 一之關站 - 盛岡站 - 尻內站（現時：八戶站） - 青森站
1961年（昭和36年）10月1日時間表修正
1D前往青森、2D前往上野　使用車輛：82系柴油列車
上野站 - 水戶站 - 平站（現時：磐城站） - 仙台站 - 一之關站 - 盛岡站 - 尻內站（現時：八戶站） - 青森站
1968年（昭和43年）10月1日時間表修正
1M「2號」前往青森，2M「1號」前往上野　使用車輛：583系電動列車
上野站 - 宇都宮站 - 福島站 - 仙台站 - 盛岡站 - 青森站
2021M「1號」前往青森行，2022M「2號」前往上野 使用車輛：583系電動列車
上野站 - 大宮站 - 郡山站 - 福島站 - 仙台站 - 盛岡站 - 尻內站（現時：八戶站） - 青森站
1970年（昭和45年）10月1日時間表修正
1M「3號」前往青森，2M「1號」前往上野
上野站 - 宇都宮站 - 福島站 - 仙台站 - 盛岡站 - 青森站
2021M「1號」前往青森，2024M「3號」前往上野 
上野站 - 大宮站 - 宇都宮站 - 郡山站 - 福島站 - 仙台站 - 一之關站 - 花卷站 - 盛岡站 - 八戶站 - 三澤站 - 淺蟲站（現時：淺蟲溫泉站） - 青森站
2023M「2號」前往青森，2022M「2號」前往上野 
上野站 - 郡山站 - 福島站 - 仙台站 - 盛岡站 - 八戶站 - 野邊地站 - 淺蟲站（現時：淺蟲溫泉站） - 青森站
1972年（昭和47年）3月15日時間表修正
1M「3號」前往青森，2M「1號」前往上野
上野站 - 宇都宮站 - 福島站 - 仙台站 - 盛岡站 - 青森站
21M「1號」前往青森，24M「3號」前往東京
（東京站 ←）上野站 - 大宮站 - 宇都宮站 - 郡山站 - 福島站 - 仙台站 - 一之關站 - 盛岡站 - 北福岡站（現時：二戶站） - 八戶站 - 三澤站 - 淺蟲站（現時：淺蟲溫泉站） - 青森站
23M「2號」前往青森，22M「2號」前往上野
（東京站 →）上野站 - 郡山站 - 福島站 - 仙台站 - 花卷站 - 盛岡站 - 八戶站 - 野邊地站 - 淺蟲站（現時：淺蟲溫泉站） - 青森站
1973年（昭和48年）3月1日時間表修正
1M「4號」前往青森，2M「1號」前往上野
上野站 - 宇都宮站 - 福島站 - 仙台站 - 盛岡站 - 青森站
21M「1號」前往青森，24M「4號」前往上野
（東京站 ←）上野站 - 大宮站 - 宇都宮站 - 郡山站 - 福島站 - 仙台站 - 一之關站 - 盛岡站 - 北福岡站（現時：二戶站） - 八戶站 - 三澤站 - 淺蟲站（現時：淺蟲溫泉站） - 青森站
23M「2號」前往青森、22M「2號」前往上野
（東京站 →）上野站 - 郡山站 - 福島站 - 仙台站 - 花卷站 - 盛岡站 - 八戶站 - 野邊地站 - 淺蟲站（現時：淺蟲溫泉站） - 青森站
8001M「3號」前往青森、8002M「3號」前往上野（使用485系）
上野站 - 大宮站 - 宇都宮站 - 郡山站 - 福島站 - 仙台站 - 一之關站 - 水澤站 - 盛岡站 - 八戶站 - 三澤站 - 野邊地站 - 淺蟲站（現時：淺蟲溫泉站） - 青森站
1973年（昭和48年）10月1日時間表修正
1M「5號」前往青森、2M「1號」前往上野
上野站 - 宇都宮站 - 福島站 - 仙台站 - 盛岡站 - 青森站
21-28M「1 - 4號」前往青森，24M「2 - 5號」前往上野
上野站 - 大宮站 - 宇都宮站 - 郡山站 - 福島站 - 仙台站 - 一之關站 - 水澤站 - 北上站 - 花卷站 - 盛岡站 - 北福岡站（現時：二戶站） - 三戶站 - 八戶站 - 三澤站 - 淺蟲站（現時：淺蟲溫泉站） - 青森站
1978年（昭和53年）10月2日時間表修正
上野站 - 大宮站 - 宇都宮站 - 郡山站 - 福島站 - 仙台站 - 小牛田站 - 一之關站 - 水澤站 - 北上站 - 花卷站 - 盛岡站 - 一戶站 - 北福岡站（現時：二戶站） - 三戶站 - 八戶站 - 三澤站 - 野邊地站 - 淺蟲站（現時：淺蟲溫泉站） - 青森站
1982年（昭和57年）11月15日 - 2002年（平成14年）11月30日
盛岡站 - （好摩站） - （沼宮內站(現時：岩手沼宮內站)） - 一戶站 - 二戶站 - （金田一溫泉站） - 三戶站 - （劍吉站） - 八戶站 - （陸奧市川站） - （下田站） - 三澤站 - （上北町站） - （乙供站） - 野邊地站 - （小湊站） - （淺蟲溫泉站） - 青森站 - （蟹田站） - （木古內站） - 五稜郭站 - 函館站

## 使用車輛與編成
| 1           | 2         | 3         | 4         | 5          | 6         | 7         | 8           |
| SuHaNi 35形 | SuHa 44形 | SuHa 44形 | SuHa 44形 | MaShi 35形 | NaRo 10形 | NaRo 10形 | SuHaFu 43形 |

| 1         | 2         | 3         | 4            | 5         | 6         | 7         | 8         | 9         |
| KiHa 81形 | KiRo 80形 | KiRo 80形 | KiSaShi 80形 | KiHa 80形 | KiHa 80形 | KiHa 80形 | KiHa 80形 | KiHa 81形 |

| 1         | 2         | 3         | 4            | 5         | 6         | 7         | 8         | 9         | 10        |
| KiHa 81形 | KiRo 80形 | KiRo 80形 | KiSaShi 80形 | KiHa 80形 | KiHa 80形 | KiHa 80形 | KiHa 80形 | KiHa 80形 | KiHa 81形 |

| 1            | 2          | 3            | 4            | 5            | 6            | 7           | 8            | 9            | 10           | 11           | 12           | 13           |
| KuHaNe 581形 | SaRo 581形 | KuHaNe 582形 | MoHaNe 583形 | MoHaNe 582形 | MoHaNe 583形 | SaShi 581形 | KuHaNe 582形 | KuHaNe 583形 | KuHaNe 582形 | KuHaNe 583形 | SaHaNe 581形 | KuHaNe 581形 |

| 1          | 2          | 3          | 4          | 5          | 6          | 7           | 8          | 9          | 10         | 11         | 12         |
| KuHa 481形 | SaRo 481形 | MoHa 484形 | MoHa 485形 | MoHa 484形 | MoHa 485形 | SaShi 481形 | MoHa 484形 | MoHa 485形 | MoHa 484形 | MoHa 485形 | KuHa 481形 |

| 1          | 2          | 3          | 4          | 5          | 6          | 7           | 8          | 9          | 10         | 11         | 12         |
| KuHa 481形 | MoHa 484形 | MoHa 485形 | MoHa 484形 | MoHa 485形 | SaRo 481形 | SaShi 481形 | MoHa 484形 | MoHa 485形 | MoHa 484形 | MoHa 485形 | KuHa 481形 |

| 1            | 2            | 3            | 4            | 5            | 6          | 7           | 8            | 9            | 10           | 11           | 12           | 13           |
| KuHaNe 583形 | MoHaNe 582形 | MoHaNe 583形 | MoHaNe 582形 | MoHaNe 583形 | SaRo 581形 | SaShi 581形 | MoHaNe 582形 | MoHaNe 583形 | MoHaNe 582形 | MoHaNe 583形 | MoHaNe 581形 | MoHaNe 583形 |

44系客車 + 10系客車 + MaShi35形客車
在1958年（昭和33年）10月10日至1960年（昭和35年）12月9日之間，「初雁」使用蒸氣機車+客車編成行走。
在上野站至仙台站之間使用尾久機關區（現時：尾久車輛中心）、平機關區所屬的C62形蒸汽機車。在仙台站至青森站之間使用仙台機關區（現時：仙台車輛中心）所屬的C61形蒸氣機車牽引客車。另外，在盛岡站至青森站之間會使用C60形蒸氣機車作為輔助機車。
客車方面，主要使用尾久客車區（現時：尾久車輛中心）的車輛。當中包括5輛44系（SuHaNi35形1輛，SuHa44形3輛，SuHaFu43形1輛），1輛餐車（MaShi35形），2輛特別二等車廂NaRo10形，以8卡編成行走。

80系柴油列車
在1960年（昭和35年）12月10日至1968年（昭和43年）9月8日之間，「初雁」使用尾久機關區的80系柴油列車。該車輛是首次投入服務時已經行走「初雁」，成為日本第一架柴油列車行走特急班次。當初以9卡編成，在1963年（昭和38年）4月20日起增至10卡編成。

583系電動列車
在1968年（昭和43年）9月9日起，開始使用青森運輛所的583系電動列車。當初以13卡編成行走。在1979年（昭和54年）10月1日，綠色車廂的連結位置由2號車廂變為6號車廂。在1982年（昭和57年）11月15日起，餐車暫停營業。在1985年（昭和60年）3月14日起不計算餐車，「初雁」以12卡編成行走。在1986年（昭和61年）11月1日起，除了繁忙時期外，改以9卡編成行走。在1993年（平成5年）12月1日不再在定期班次中使用583系，隨後只於代行定期列車班次或臨時列車班次才會使用583系。

485系電動列車
在1973年（昭和48年）3月1日起，開始使用青森運輛所的485系電動列車。當初以12卡編成再加餐食，共13卡編成行走。在1982年（昭和57年）11月15日時間表修正中，減至9卡編成行走。在1985年（昭和60年）3月14日起，不再連結綠色車廂，以6卡編成行走。在1987年（昭和62年）10月6日起，開始連結KuRoHa481形1000番台，該車輛半個空間為綠色車廂，使開始陸續重新連結綠色車廂。在1988年（昭和63年）3月13日起，隨著津輕海峽線（青函隧道）啟用而對車輛進行對應工程，使該列車可駛入函館站。在1996年（平成8年）3月起，經過翻新的485系3000番台開始投入服務。
在1982年（昭和57年）11月15日至1985年（昭和60年）3月14日之間，曾經使用來自秋田運輸區（→南秋田運輸所→秋田車輛中心→現時：秋田綜合車輛中心南秋田中心）的485系。該列車以6卡編成，沒有連結綠色車廂。
在1990年（平成2年）3月1日至1993年（平成5年）3月17日之間，特急「田澤」的列車曾經行走「初雁」班次（27、28號），該車輛是來自南秋田運輸所。基本編成為3卡，但後來由於開始多人乘坐列車，使在1992年（平成4年）7月1日起增加至5卡編成。

E751系電動列車
該列車來自青森運輸所（青森車輛中心→現時：盛岡車輛中心青森派出所）。隨著快捷型列車「超級初雁」開始行走，該車輛開始從2000年（平成12年）3月11日起行走「超級初雁」。但是在上述提及，由於車輛規格問題不能駛進青函隧道，因此該列車不會駛入至函館站。

## 歷史
在本節中，會把「初雁」的歷史分為開始行走至1982年11月14日前「東京與東北、北海道之間的聯絡輸送列車」，以及1982年11月15日至廢除前「東北新幹線之聯絡列車」兩節。

### 東京與東北、北海道之間的聯絡輸送列車
- 1958年（昭和33年）10月1日：在時間表修正中，開設了行走於上野站至青森站之間（途經常磐線）的特急「初雁」（1、2列車）。但是由於首都圈發生大規模水浸事件與受到颱風艾達影響，實際於同月10日起才開始行走。所需時間方面，上下行班次均各需時12小時。下行班次到達青森站的時間是在深夜，上行班次在青森站於早上出發，上下行班次均可於青森站轉乘青函連絡船連接函館，隨後再轉乘北海道內的急行列車。途過時間表的配合，轉乘時間不會太長。列車編號為「1レ、2レ」。
- 1960年（昭和35年）12月10日：「初雁」的使用車輛改變為剛新開發的KiHa81系柴油列車（日语：国鉄キハ80系気動車）。成為日本首個使用柴油列車的特急列車。當初為了讓司機熟習運作，時間表仍然按客車時代運行。但是，由於沒有充分試行列車，在開始投入當初時常發生列車故障。列車編號變為「1D、2D」。
- 1961年（昭和36年）3月1日：「初雁」的所需時間縮短至10小時45分。同年10月再縮短至10小時25分。
- 1963年（昭和38年）4月20日 「初雁」以10卡編成行走。
- 1968年（昭和43年）
  - 9月9日：在時間表修正前，下行班次從上野出發的「初雁」改用來自青森運輸所（現時：盛岡車輛中心青森派出所）的583系電動列車（日语：国鉄583系電車）。上行「初雁」於翌日10日起改用。
  - 10月1日：就著東北本線全線電氣化，同時實施名為4·3·10（日语：ヨンサントオ）的時間表修正。當中「初雁」改經東北本線[注 3]。所需時間縮短至8小時30分。並且增加至2個往返班次。當時，下行2號和上行1號班次使用原來的時段行走，列車編號繼續編號較小的號碼「1M、2M」，直至「初雁」的行走區間縮短至盛岡站後仍然繼續。
- 1970年（昭和45年）
  - 8月：在農曆盂蘭盆節時段，由於客量急增，因此為了回鄉客而開設了臨時列車。當中「初雁」51號是途經常磐線[注 4]。
  - 10月1日：實施時間表修正。「八甲田」1個往返班次升級至「初雁」。使「初雁」共有3個往返班次。
- 1972年（昭和47年）3月15日：「初雁」1個往返班次駛入東京站。
- 1973年（昭和48年）
  - 3月1日：增加臨時「初雁」1個往返班次至4個往返班次。並開始使用來自青森運輸所的485系電動列車。
  - 4月1日：隨著建設東北、上越新幹線，東京站至上野站之間的回廠線停止使用，「初雁」暫時不駛入東京站。
  - 10月1日：「初雁」增加1個往返班次。實際把臨時列車變為定期列車。使「初雁」共有5個往返班次。
- 1978年（昭和53年）10月2日：實施名為「4·3·10（日语：ゴーサントオ）」的時間表修正，「山彥」的1個往返班次由盛岡到發延長至於青森到發，並併入至「初雁」班次。使「初雁」共有6個往返班次。「初雁」開始加設普通車廂自由席。「初雁」開始指定為L特急。485系綠色車廂的連結位置由2號變為6號車廂。
- 1979年（昭和54年）10月1日：583系綠色車廂的連結位置由2號變為6號車廂。

### 東北新幹線之聯絡列車
- 1982年（昭和57年）11月15日：實施時間表修正（日语：1982年11月15日国鉄ダイヤ改正），「初雁」的行走區間縮短為盛岡站至青森站之間。
  - 使用車輛方面由青森運輸所所屬的583系（日语：国鉄583系電車）13卡編成（餐車暫停營業）、485系9卡編成，以及由秋田運輸區的485系6卡編成（列車只有一個等級）行走。
  - 另外，在週末的1個往返班次會延長至弘前站（即行走於盛岡站至弘前站之間）。但是後來隨著開設行走於盛岡至弘前之間（途經東北自動車道）的高速巴士「約德爾號（日语：ヨーデル号 (高速バス)）」，弘前市周邊的居民可使用高速巴士轉乘東北新幹線。最後使延長運輸安排被廢除。
- 1985年（昭和60年）3月14日：583系減至12卡編成（不計算餐車）。485系方面，只使用青森運輸所的6卡編成列車（列車只有一個等級）。
- 1986年（昭和61年）11月1日：增加2個往返班次。583系從12卡減至9卡編成（但是在繁忙時期仍然以12卡行走）。
- 1987年（昭和62年）10月6日：使用485系的班次開始陸續連結綠色車廂（但只佔半個車廂空間）[6]。
- 1988年（昭和63年）3月13日：隨著青函隧道開業，2個往返班次的「初雁」開始延長至函館站[3]。
- 1990年（平成2年）3月1日：原本使用在特急「田澤」的車輛被安排行走盛岡站至青森站之間的「初雁」班次（1個往返班次，27、28號）。該車輛是南秋田運輸所所屬的485系3卡編成。
- 1991年（平成3年）3月16日：「初雁」於青函隧道內開始以時速140km/h行駛[7]。
- 1992年（平成4年）7月1日：由於開始多人乘坐列車，南秋田運輸所所屬的485系由3卡增至5卡編成。
- 1993年（平成5年）
  - 3月18日：所有行走「初雁」的485系統一由青森運輸所提供。
  - 12月1日：583系不再定期行走「初雁」班次。隨後，只於代行定期班次或臨時列車中才使用583系。
- 1996年（平成8年）3月：部分485系列車翻新，「初雁」開始使用已翻新的485系3000番台|485系3000番台。
- 2000年（平成12年）3月11日：快捷型列車「超級初雁」開始運行[7]。這些班次使用新車E751系電動列車。盛岡至青森之間最快只要需時1小時58分，行車時間縮短10分鐘（最快的班次中途只停靠八戶和三澤）。另外，「初雁」不再指定為L特急。
- 2002年（平成14年）12月1日：「初雁」與「超級初雁」隨著東北新幹線延伸至八戶而被廢除[1]。

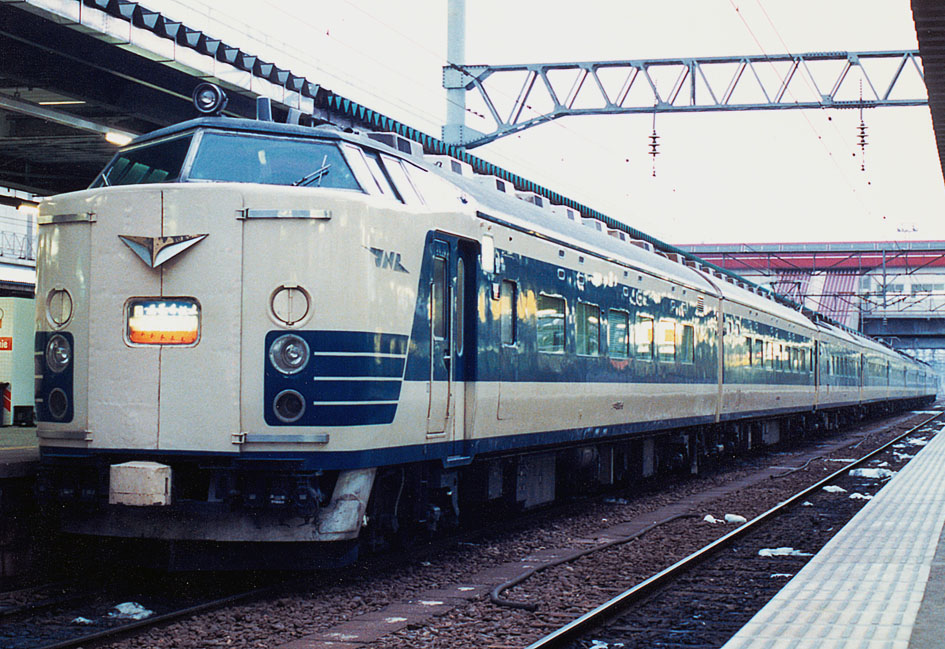
583系「初雁」1987年 盛岡站
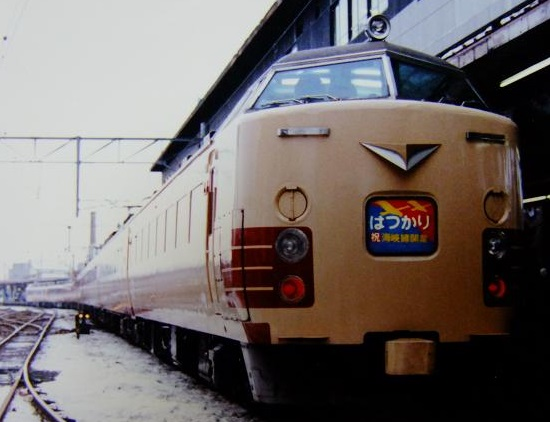
青函隧道開通紀念的「初雁」車頭牌
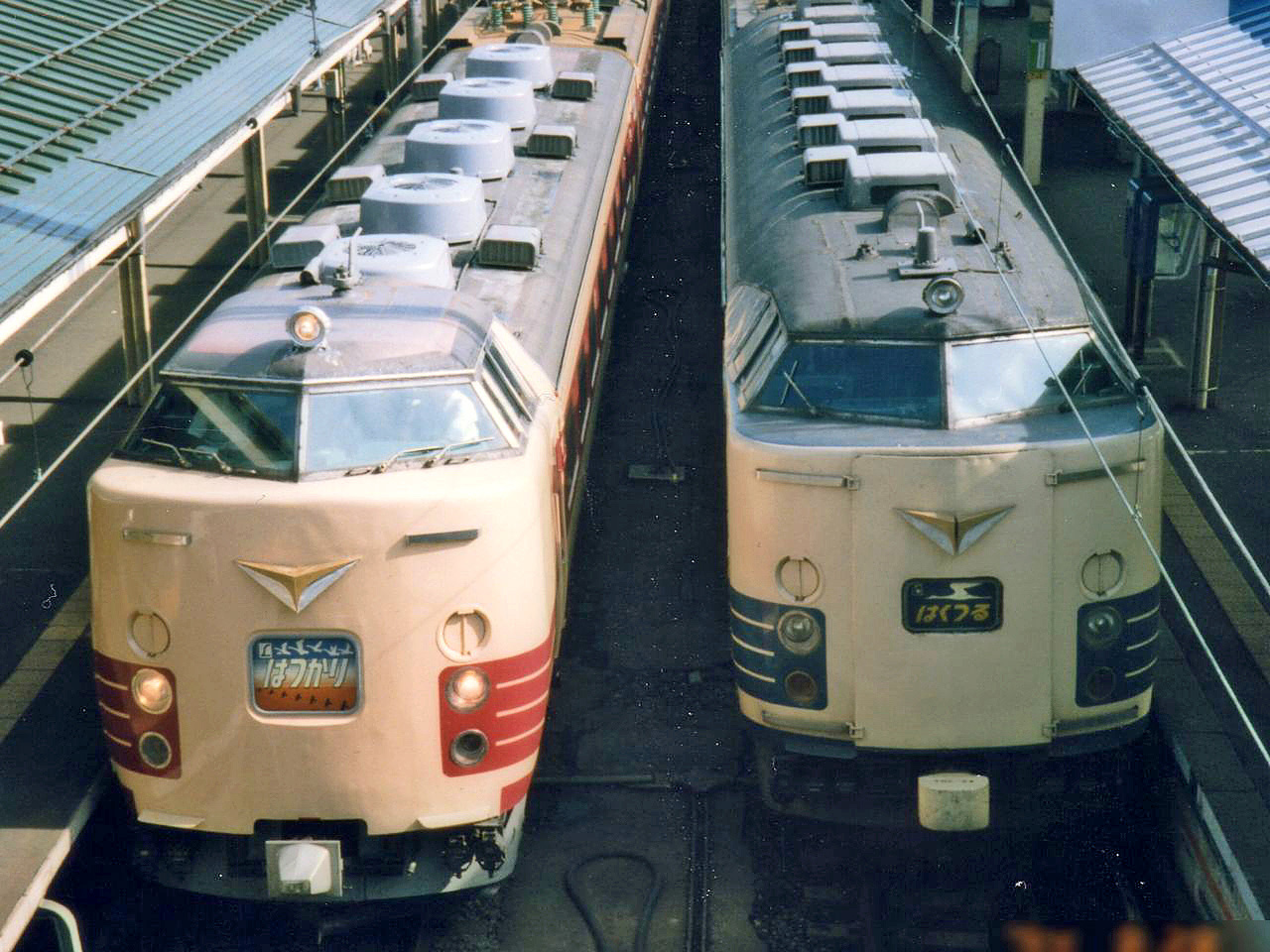
485系「初雁」（左邊）和583系「白鶴」（右邊） 1994年 青森站

## 廢除後的復活運輸
- 2001年（平成13年）4月：開設行走於青森站至上野站之間的臨時特急「回憶之583系初雁號」，使用583系電動列車以12卡編成。
- 2002年（平成14年）
  - 11月2日：開設從青森站單向前往上野站的臨時特急「回憶之初雁號」，使用583系電動列車以12卡編成[1]。
  - 11月30日：開設行走於青森站至一之關站之間的臨時特急「再見初雁583系號」，使用583系電動列車以9卡編成[1]。
- 2009年（平成21年）
  - 3月20日：為了紀念「初雁」誕生50周年。開設團體臨時列車班次，行走於上野站至青森站之間，使用583系電動列車以6卡編成。
  - 3月21日：續前日的紀念活動，開設團體臨時列車班次，行走於青森站至函館站之間，使用485系3000番台以6卡編成。
  - 12月5日：作為東北新幹線新青森駅開業前活動的一環，開設了「懷舊的初雁」號，行走於八戶站至青森站之間，使用583系電動列車以6卡編成。
- 2010年（平成22年）10月18日：開設「宮城野貨物線踏破 前往青森的特急初雁之旅」號，行走於上野站至青森站之間（途經宮城野貨物線），使用583系電動列車以6卡編成。
- 2011年（平成23年）12月3日：為了紀念東北本線開業120周年，開設「乘坐『特急初雁號』 前往陸奧青森之旅」旅遊列車，行走於上野站至青森站之間，使用583系電動列車以6卡編成。
- 2015年（平成27年）10月2日、10月4日：近畿日本旅遊東北（日语：近畿日本ツーリスト東北）和Club Tourism（日语：クラブツーリズム）共同開辦旅遊列車，該列車行走於盛岡站至函館站之間，使用485系3000番台電動列車以6卡編成。第2日開設去程班次，從盛岡前往函館，第4日開設回程班次，從函館前往盛岡。
- 2021年（令和3年）9月4日：為了紀念東北本線全線開業130周年，以及作為東北地方旅遊活動的一環。開設了「復活超級初雁」，行走於青森站至盛岡站之間，使用E751系電動列車以4卡編成[8][注 5]。
- 2022年（令和4年）7月2日、7月3日：為了紀念東北新幹線開業40周年。重現了1982年的行走班次[注 6]。開設了東北新幹線開業40周年紀念號聯絡列車（團體臨時列車）「國鐵色特急列車初雁號」，行走於盛岡站至青森站之間，使用E653系以7卡編成行走[9]。在第2日開設從盛岡前往青森的班次，在第3日開設從青森前往盛岡的班次。這是首次於復活運輸時，不是使用「初雁」/「超級初雁」營業時所使用的車輛（即是C61、62形蒸氣機車+44系客車、KiHa81系、583系、485系或E751系）。

## 登場作品
在音樂方面，CHERISH、BUZZ和松山千春均有歌曲中出現或使用了「初雁」列車。在小說方面，鮎川哲也和西村京太郎的作品中有出現過「初雁」列車。在一些繪本和動漫作品中也有出現過「初雁」列車。

## 注腳